# Opus (группа, Австрия)
«Opus» — австрийская поп-рок-группа, созданная в 1973 году. Наиболее известна благодаря хиту 1984 года «Live is Life».

## История
«Opus» был образован в июле 1973 года в городке Штегерсбах как обычная любительская группа, исполнявшая кавер-версии песен «Deep Purple» и «Colosseum». Уже в августе у коллектива состоялось первое выступление.
Через пять лет музыканты переехали на учёбу в Грац. В то время в группе играли Эвальд Пфлегер (нем. Ewald Pfleger), Курт Рене Плиснир (нем. Kurt René Plisnier) и Вальтер Бахкёниг (нем. Walter Bachkönig). В том же 1978 году в группу пришел новый вокалист Гервиг Рюдисер (нем. Herwig Rüdisser). Дебютный альбом «Daydreams» увидел свет в 1980 году; в том же году группу покинул Вальтер Бахкёниг, уступив место бас-гитаристу Ники Груберу (нем. Niki Gruber). Второй альбом «Eleven», выпущенный в 1981 году, стал «золотым» в Австрии и вошёл в первую десятку национального хит-парада; успешным стал и следующий альбом «The Opusition» (1982).
Оглушительный успех музыкантам принесла композиция «Live is Life», широко известная по записи, сделанной на концерте 2 сентября 1984 года. Песня взлетела на высокие строчки в чартах многих стран и прославила группу за рубежом. Всего было выпущено около 15 миллионов копий сингла. Группа гастролирует по США, странам Латинской Америки и Восточного блока (осенью 1987 года группа приезжала в Москву). Дальнейшие релизы «Opus» вызывали всё меньший интерес у публики, и через некоторое время музыканты взяли творческий перерыв.
С 2002 года коллектив продолжал активно выступать. Группа распалась окончательно в 2020 году после выхода альбома «Opus Magnum».

## Дискография

### Альбомы
- «Daydreams» (1980)
- «Eleven» (1981) —  AUT #6[9]
- «The Opusition» (1982) —  AUT #16[10]
- «Live Is Life» (1984) —  AUT #1,  SWI #4,  GER #5,  SWE #37,  NOR #16[11]
- «Up And Down» (1984) —  AUT #12[12]
- «1984» (1984)
- «Solo» (1985) —  AUT #8[13]
- «Opus» (1987) —  AUT #7[14]
- «Magical Touch» (1990) —  AUT #26[15]
- «Walkin' On Air» (1992) —  AUT #13[16]
- «Jubilee» (1993)
- «Love, God & Radio» (1997)
- «The Beat Goes On» (2004)
- «Opus & Friends» (2013)
- «Opus Magnum» (2020)

### EP
- «When I Met You» (1996)

### Синглы
- «Flyin' High» (1982) —  AUT #5,  GER #45[17]
- «Eleven» (1982)
- «Keep Your Mind» (1982)
- «Best Thing» / «Follow Me» (1982)
- «The Opusition» / «Again And Again» (1983)
- «Angie» (1983)
- «Live is Life» (1984) —  AUT #1,  GER #1,  SWI #2,  FRA #1,  NED #3,  () NED #2,  SWE #1,  NOR #2,  US #32[2]
- «Up And Down» (1984)
- «Positive» (1984)
- «Rock On The Rocks» / «Dreamin' Takes You Away» (1985)
- «Faster And Faster» (1987) —  AUT #12[18]
- «Whiteland» (1987) —  AUT #3[19]
- «When The Night Comes» (1990)
- «A Night In Vienna» (1990)
- «Gimme Love» (1992) —  AUT #9[20]
- «Walkin' On Air» (1992)
- «The Power of Live Is Life» (1994) —  AUT #3[21]
- «Just Four Fun» (1996)
- «Viva Austria» (1998)
- «Live Is Life '08» (feat. Jerry) (2008) —  AUT #16,  NED #60[21]

### Компиляционные альбомы
- «Best Of» (1994) —  AUT #11[22]
- «The Power Of Live Is Life (Greatest Hits)» (1998)
- «Millennium Edition» (2000)
- «Live Is Life» (2002)
- «Back To Future — The Ultimate Best Of» (2002) —  AUT #43[23]
- «Graz Liebenau 1985» (2013) —  AUT #18[24]